# Prodasineura flavifacies
Prodasineura flavifacies é uma espécie de libelinha da família Protoneuridae.
É endémica de Zâmbia.